# Dicranomyia (Peripheroptera) atrosignata
Dicranomyia (Peripheroptera) atrosignata is een tweevleugelige uit de familie steltmuggen (Limoniidae). De soort komt voor in het Neotropisch gebied.